# José Piendibene
José Antonio Piendibene (10 juin 1890 à Pocitos, banlieue de Montevideo - 12 novembre 1969 dans la même ville) fut un ancien footballeur international uruguayen.
Quarante fois sélectionné en équipe de l'Uruguay entre 1910 et 1927, cet attaquant marqua 21 buts en sélection. Il a été surnommé El Maestro pour son excellent football. Piendibene a joué pendant vingt ans dans le club de Peñarol entre 1908 et 1928. Il participa à la première Copa América en 1916. Au côté de cracks de la taille de Héctor Scarone, José Leandro Andrade et Isabelino Gradín, il haussa le football uruguayen au sommet au niveau sud-américain, ayant laissé un héritage de bon football et de dédication aux couleurs du maillot national.
Joueur de grande taille, blond et grandissant dans l'ambiance britannique du C.U.R.C.C. (Central Uruguayan Railway Cricket Club), comme était nommé le Peñarol, Piendibene a pourtant créé une nouvelle manière de jouer au football, différente du jeu britannique.
Il remporta plusieurs tournois avec l'équipe d'Uruguay, dont trois Copa América, et avec le Peñarol il est six fois champion amateur du championnat uruguayen.

## Palmarès
- 40 sélections en équipe nationale (21 buts).
- Copa Lipton (face à l'Argentine) 1910, 1911 et 1912.
- Champion d'Amérique du Sud (Copa América) 1916, 1917 et 1920.
- Six fois champion amateur d'Uruguay (1911, 1918, 1921, 1924, 1926 et 1928).